# Републикански път III-3009
Републикански път IIІ-3009 е третокласен път, част от Републиканската пътна мрежа на България, преминаващ изцяло по територията на Софийска област. Дължината му е 12,5 km.
Пътят се отклонява наляво при 191 km на Републикански път I-3 северно от град Правец, заобикаля града от изток и продължава на югоизток през седловината между планинския рид Лакавица (част от Западния Предбалкан) на север и планината Било (част от Западна Стара планина) на юг. Северно от град Етрополе слиза в долината на река Малки Искър и там се свързва с Републикански път II-37 при неговия 17,5 km.
| Пътища, отклоняващи се надясно (населено място, № на пътя, посока на пътя) | km   | Пътища, отклоняващи се наляво (посока на пътя, № на пътя, населено място) |
| -------------------------------------------------------------------------- | ---- | ------------------------------------------------------------------------- |
| Община Правец, I-3, 191 km ←                                               | 0,0  | ← 191 km, I-3, Община Правец                                              |
| (за гр. Правец) общински път ←                                             | 2    |                                                                           |
| Община Етрополе                                                            | 9    | Община Етрополе                                                           |
| (до с. Барутин) II-37, 17,5 km ←                                           | 12,5 | ← 17,5 km, II-37 (от с. Джурово)                                          |